# Qullissat

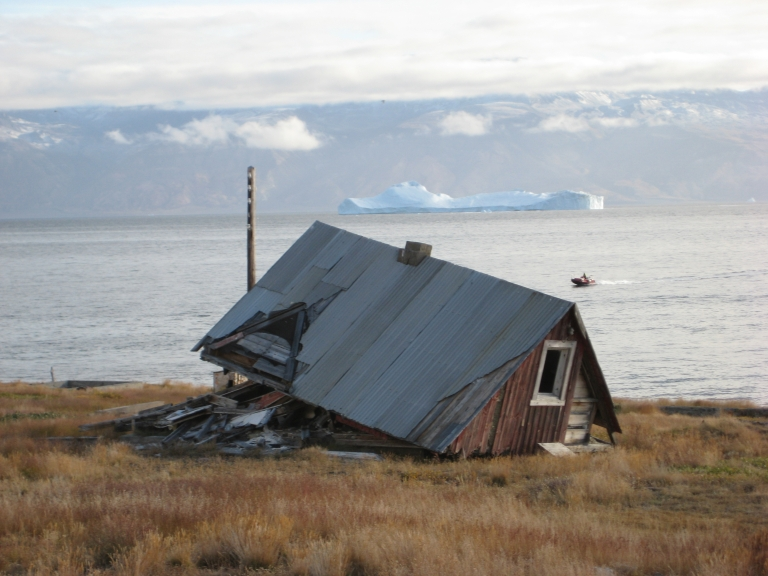
Uma casa abandonada e parcialmente destruída em Qullissat

Qullissat (ortografia antiga: Qutdligssat) é uma localidade abandonada no município de Qaasuitsup, oeste da Gronelândia, Ilha Disko. Foi uma cidade ao pé duma mina de carvão, fundada para explorar os recursos da Ilha Disko. Foi fundada em 1924 e a mina operou 48 anos até 1972, quando a economia entrou em declínio, levando ao seu abandono.

## História
A localidade tinha sido fundada em 1924 e não era um assentamento inuit tradicional. Em seu auge tinha 1200 habitantes. A mina de carvão atraiu uma população multinacional como dinamarqueses, suecos e britânicos que trabalhavam nas minas.
Kuupik Kleist, o atual primeiro-ministro da Gronelândia nasceu em Qullissat e foi a última pessoa a ser confirmada na cidade, antes do assentamento ser abandonado em 1972.

## Geografia
Qullissat localiza-se na costa nordeste da Ilha Disko, a aproximadamente 95km a norte de Qeqertarsuaq, uma pequena cidade, com 907 habitantes em 2010.

## Residentes notáveis
- Kuupik Kleist, atual primeiro-ministro da Gronelândia
- Aka Hoegh, artista gronelandês